# Eurytermes
Eurytermes es un género de termitas isópteras perteneciente a la familia Termitidae que tiene las siguientes especies:
1. Eurytermes assmuthi
2. Eurytermes boveni
3. Eurytermes buddha
4. Eurytermes ceylonicus
5. Eurytermes mohana
6. Eurytermes topslipensis